# Karen Margrethe Bjerre
Karen Margrethe Bjerre (28. juli 1942 i Herlev – 24. oktober 2008) var en dansk skuespillerinde, der blev uddannet fra Det Kongelige Teaters Elevskole med efterfølgende ansættelse på teatret frem til 1975 og igen i perioden 1992-1996. I tv kunne man opleve hende i serierne En by i provinsen og TAXA.

## Filmografi
- Historien om Kim Skov – 1981
- Har du set Alice? – 1981
- Barndommens gade – 1986
- En afgrund af frihed – 1989
- Kun en pige – 1995
- Når mor kommer hjem – 1998
- Offscreen - 2006
- Marts (kortfilm) - 2007